# 福井幸男
福井 幸男（ふくい ゆきお 1950年 - ）は、工業技術研究者。筑波大学名誉教授。博士（工学）。福岡県出身。
研究分野は、設計支援システム、ヒューマンインタフェース、形状処理、バーチャルリアリティ等。2015年から幸福の科学の無認可校ハッピー・サイエンス・ユニバーシティ未来創造学部のプロフェッサー（教授）と学部長を務めている。

## 経歴

### 学歴
- 1973年（昭和48年）3月、京都大学 工学部 精密工学科 卒業。
- 1980年（昭和55年）3月、東京大学大学院 工学系研究科 機械工学専攻 修士課程 修了。
- 1993年（平成5年）、東京大学より学位を受ける、博士（工学）。

### 職歴
- 1973年（昭和48年） - 1976年（昭和51年）：（株）日立製作所 茂原工場、職員。
- 1980年（昭和55年） - 1992年（平成4年） ：通商産業省（現 経済産業省）工業技術院 製品科学研究所。
- 1993年（平成5年）  - 1998年（平成10年）：工業技術院 生命工学工業技術研究所（現産業技術総合研究所）。
- 1998年（平成10年） - 2004年（平成16年）：筑波大学電子・情報工学系。
- 2004年（平成16年） - 2011年（平成23年）：筑波大学・大学院教授 システム情報工学研究科 コンピュータサイエンス専攻
- 2011年（平成23年） - 2014年（平成26年）：国立大学法人 筑波大学大学院教授 システム情報工学研究科 コンピュータサイエンス専攻[1]
- 2014年（平成26年）4月、筑波大学名誉教授[4]。
- 2015年（平成27年） - ハッピー・サイエンス・ユニバーシティ 未来創造学部教授・学部長。

### 委員歴
- 2003年、日本バーチャルリアリティ学会、評議員[1]

## 研究分野
- 情報学 - メディア情報学、データベース
- 機械工学 - 知能機械学、機械システム

## 受賞
- 1995年9月、(財)精密測定技術振興財団「高城賞」論文「精密工学にかかわる人間の感性に関する研究」[1]
- 1997年、ロボットと人間とのコミュニケーション国際ワークショップ、優秀論文賞[1]
- 2001年、2001年度日本コンピュータ外科学会賞、論文「記憶する内視鏡」による内視鏡視野の疑似広角化[1]
- 2003年11月、第19回NICOGRAPH論文コンテスト優秀論文賞、力覚提示装置「ジャイロキューブ」の開発[1]
- 2009年、平成20年度情報処理学会論文賞[1]『「マウスによる仮想折り紙の対話的操作のための計算モデルとインタフェース」情報処理学会論文誌 Vol.48, No.12, pp.3658-3669』[5]

## 著書
- 藤本英雄編著『人工現実感の展開』下条誠，福井幸男，赤松幹之（共同執筆）コロナ社、1994年9月、ISBN 978-4339023206
- 著者 産業技術総合研究所人間福祉医工学研究部門 著編『人間計測ハンドブック』（共同執筆）1.9 CADマネキンによる製品・空間評価、3.6 仮想形状のわかりやすさ、朝倉書店、2003年9月、ISBN 978-4254201079
- 『産業連関構造の研究―生産技術とハイアラーキ』啓文社、1987年1月、ISBN 978-4772913218
- 『「未知」への挑戦　幸福の科学大学が拓く新しい夢』 幸福の科学出版、2014年10月
- 『HSU（ハッピーサイエンスユニバーシティ）－その限りなき可能性』 HSU出版会、2019年10月

## 所属学会
- 情報処理学会
- 電子情報通信学会
- 日本人間工学会[6]
- Association for Computing Machinery[7]
- 日本バーチャルリアリティ学会[8]
- 芸術科学会[9]
- 日本眼光学学会
- ヒューマンインタフェース学会[10]

## 研究論文
- 山内康司, 山下樹里, 持丸正明, 森川治, 福井幸男, 横山和則『「記憶する内視鏡」による内視鏡視野の疑似広角化』日本コンピュータ外科学会誌,　2，2, 62-68，2000, (2001年度学会賞受賞）
- 森川治, 山下樹里, 福井幸男, 佐藤滋『ビデオ対話における映像精度の視線認識への影響--映像精度が高い程良い訳ではない--』日本バーチャルリアリティ学会論文誌,　6，1, 11-17，2001
- 山下樹里, 福井幸男, 森川治，佐藤滋『接平面近似円筒面の力覚補間呈示における「なめらかさ」』日本バーチャルリアリティ学会論文誌,　6，1, 3-9，2001
- 仲田謙太郎，中村則雄，山下樹里，西原清一，福井幸男『角運動量変化を利用した力覚提示デバイス』日本バーチャルリアリティ学会論文誌，6, 2, 115-120, 2001
- 本田真望，加藤伸子，福井幸男，西原清一『地形を考慮したLシステムに基づく仮想都市のための道路網の生成』日本バーチャルリアリティ学会論文誌，6, 4, 229-304, 2001
- 矢原弘樹、日隈直紀、福井幸男、西原清一、持丸正明、河内まき子『FFDを用いた３次元足部モデルの解剖学的特徴点抽出』電子情報通信学会論文誌D-II, J87-D-II, 4, 967-977, 2004
- 矢原弘樹、水野一徳、福井幸男、西原清一、持丸正明、河内まき子『FFD法を用いた３次元足部モデルの解剖学的特徴点の位置推定における誤差要因の分析』芸術科学会論文誌、Vol.4, No.4, pp.168-175, 2005
- 中村則雄、福井幸男『非接地型力・トルク提示インターフェイスの開発』日本バーチャルリアリティ学会論文誌, 11,1,87-90, 2006
- 古田陽介、木本晴夫、三谷純、福井幸男『マウスによる仮想折り紙の対話的操作のための計算モデルとインタフェース』情報処理学会論文誌，48, 12, 3658-3669, 2007